# 왜소숲쥐속
왜소숲쥐속(Nelsonia)은 쥐상과 비단털쥐과에 속하는 설치류 속의 하나이다. 2종을 포함하고 있다. 멕시코에서 발견된다.

## 특징
꼬리 길이 105~130mm를 제외한 몸길이가 120~130mm인 작은 설치류이다. 털이 부드럽다. 등 쪽은 갈색빛 회색을 띠고 옆구리는 좀더 밝고 부그스레하지만 배 쪽과 다리는 희다. 주둥이는 뾰족하다.

## 생태
땅 위에서 주로 생활하는 육상성 동물이다.

## 분포
멕시코에 널리 분포한다.

## 하위 종
2종이 알려져 있다.
- 골드망왜소숲쥐 (Nelsonia goldmani)
- 왜소숲쥐 (Nelsonia neotomodon)